# Pere de Padilla
Pere de Padilla (Les Borges del Camp (Baix Camp) segle xvii - segle xviii) fou un militar català, tinent coronel del Regiment de Nostra Senyora del Roser de l'Exèrcit de Catalunya durant la Guerra de Successió Espanyola.
El Regiment de Nostra Senyora del Roser s'encarregava de la defensa del Baluard de Santa Clara, clau per a poder assaltar la ciutat per l'anomenada bretxa reial, situada entre el Baluard de Santa Clara i del Portal Nou, sense patir importants baixes. El baluard presentava greus desperfectes com la Torre de Sant Joan, antany apta per a col·locar-hi artilleria, estava completament destruïda.
El baluard fou atacat per Berwick el 12 d'agost. Quan el tinent coronel Jordi de la Bastida va ser greument ferit, Antoni de Villarroel nomenà comandant Pere de Padilla, que havia actuat al Castell de Montjuic, i que aconseguí fer retrocedir els assaltants. Quan va ser ferit va ser substituït pel Tinent Coronel Antoni Díez.